# Cratere Kiess
Kiess è un cratere lunare di 67,79 km situato nella parte sud-orientale della faccia visibile della Luna.